# Sesto Calende

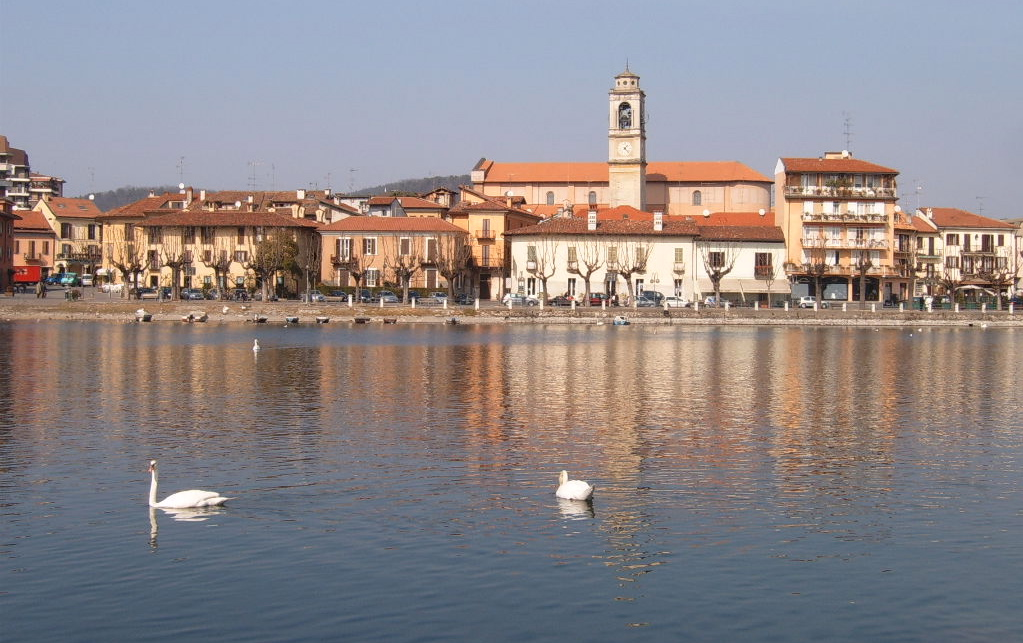
Sesto Calende y el río Ticino.

Sesto Calende es un municipio italiano de la provincia de Varese, región de Lombardía. Tiene unos 10.300 habitantes. El pueblo se sitúa en la orilla meridional del Lago Mayor. Los monumentos destacados del lugar son el Oratorio de San Vicenzo y la Abadía de San Donato.
El alcalde es Eligio Chierichetti desde el 14 de agosto de 2004.

## Evolución demográfica
| Gráfica de evolución demográfica de Sesto Calende entre 1861 y 2001 |
|                                                                     |
| Fuente ISTAT - elaboración gráfica de Wikipedia                     |

- Datos: Q40699
- Multimedia: Sesto Calende / Q40699

1. ↑  Worldpostalcodes.org, código postal n.º 21018.
2. ↑  «Codici Catastali». Comuni-italiani.it (en italiano). Consultado el 29 de abril de 2017.